# Conservatorio Alessandro Scarlatti
Il Conservatorio Alessandro Scarlatti, già Conservatorio Vincenzo Bellini, è un istituto superiore di studi musicali fondato a Palermo nel 1618 come "Orfanotrofio del Buon Pastore".
Nel 1915 è stato intitolato alla memoria di Vincenzo Bellini ed è un'istituzione di alta formazione artistica, musicale e coreutica (AFAM). Dal 10 agosto 2018 è intitolato al compositore palermitano Alessandro Scarlatti con la nuova denominazione: Conservatorio di Musica Alessandro Scarlatti - Palermo, già Vincenzo Bellini.  

## Storia
Il Conservatorio fu istituito tra il 1617 e il 1618 nella chiesa della Santissima Annunziata, presso la porta San Giorgio, come orfanotrofio de Li Spersi Mascoli sotto il titolo del Buon Pastore. Nel 1721 vi si intraprese l'insegnamento anche della musica e dal 1747 questo fu l'unico insegnamento impartito.
Il collegio dei Figliuoli dispersi ebbe come maestro di cappella anche il musicista e compositore di scuola napoletana Nicola Bonifacio Logroscino, che vi si trasferì il 1º settembre 1758. Vi si formò Francesco Piticchio, che diresse l'Opera italiana a Brunswick verso il 1786.
Il conservatorio ebbe impulso decisivo da Pietro Raimondi, chiamato alla direzione nel 1833 dal barone Pietro Pisani, che ne aveva assunto l'amministrazione. Gli succedettero il suo allievo Pietro Platania, il compositore Giorgio Miceli, Guglielmo Zuelli, che fu artefice dell'intestazione dell'istituzione a Vincenzo Bellini, Alberto Favara e gli autori di opere Francesco Cilea e Francesco Paolo Frontini. A questi succedono, nel corso del XX secolo, altri musicisti come Guido Alberto Fano, Giuseppe Mulè, Antonio Savasta, Rito Selvaggi, Pietro Ferro, Terenzio Gargiulo, Ottavio Ziino, Antonio Trombone, Vincenzo Mannino, Maria Elisa Tozzi, Eliodoro Sollima.
Sin dal 1890 al collegio era stato annesso un liceo, maschile e femminile. Il convitto, di fatto chiuso dal 1917, fu definitivamente soppresso nel 1921.